# Вита (Киев)
Ви́та (укр. Віта) — историческая местность на территории Голосеевского района города Киева. Вита (Володарка; Вита-Литовская, Чапаевка и Жуков остров) располагается между Днепром, Корчеватым, Пироговым, улицей Пироговский Шлях, Конча-Заспой, островами Казачьим и Водников. Поселения известны здесь со времен неолита (VI—III тыс. лет до н. э.). Название местности происходит от одноимённой реки (нынешняя её протяженность — 12 км) с многочисленными ручьями. «Вита» — это и извивающийся, гибкий, сплетенный из многих прядей рельеф берегов реки, и «витание» — энергетические особенности здешних реки и ручьев, питающих жизнь. Существует также версия, что название «Вита» обозначало южную оборонительную границу Киева, поскольку древнеславянское слово «вита» значит «башня». Володаркой эту местность прозвали то ли потому, что Вита безраздельно властвовала на местных просторах, то ли чтобы подчеркнуть «не ничейность» земельных угодий вдоль реки Вита, застолбленных Выдубицким монастырем самое позднее в XVI веке.